# Onich

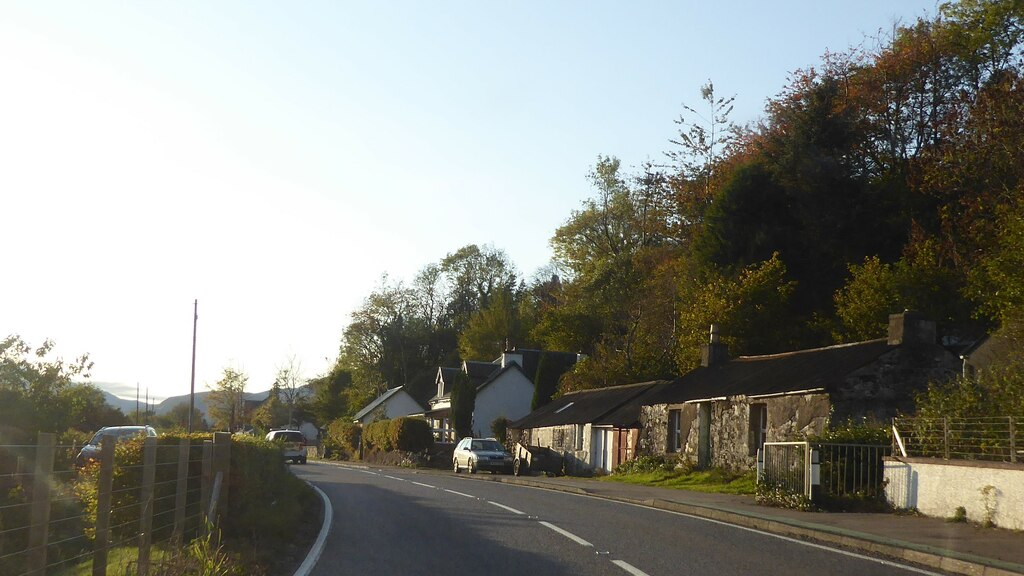
Ältere Häuschen in Onich

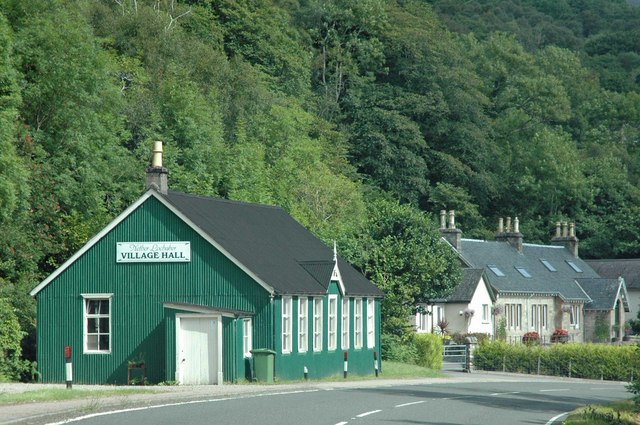
Gemeindehalle in Onich

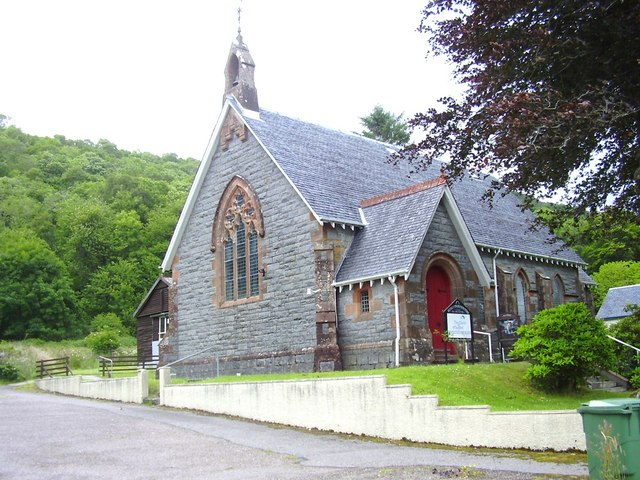
Kirche der Church of Scotland in Onich

Onich, schottisch-gälisch: Omhanaich, ist eine Ortschaft, die südwestlich von Inverness in der Council Area Highland im Norden von Schottland liegt. Im Rahmen der historischen Gliederung Schottlands in Civil Parishes zählt es zu Kilmallie, das zu Inverness-shire gehörte.

## Geographie
Onich liegt am nördlichen Ufer des Loch Linnhe, nordwestlich von dessen Übergang in das Loch Leven. Es bildet, gemeinsam mit dem weiter östlich gelegenen North Ballachulish, die beiden Hauptorte von Nether Lochaber. Verkehrstechnisch zu erreichen ist Onich über die von Fort William nach Süden führende A82. Die Straße bildet die Hauptachse des Ortes, an der sich dessen Häuser aneinanderreihen. Einen Schwerpunkt bilden solche, die in Verbindung mit dem Fremdenverkehr stehen.

## Historisch Bedeutsames
Südlich des Ortes steht sich auf einer Freifläche ein Menhir, der Clach-a-charra. Oberhalb im Nordosten finden sich auf einem Berg die Reste eines Hillforts. Unter Denkmalschutz stehen Teile des Cuilcheanna House sowie des ehemaligen Pfarrhauses.